# Mount Shavano
Der Mount Shavano ist ein 4336 m hoher Berg im US-amerikanischen Bundesstaat Colorado im Süden der Sawatch Range, ein Gebirgszug der Rocky Mountains. Der Berg trägt den Namen des Ute-Häuptlings Shavano. Dieser unterschrieb einen Vertrag mit den Vereinigten Staaten. Der Bergname hatte ursprünglich die französische Schreibweise „Chavanaux“.

## Lage und Umgebung
Der Mount Shavano liegt zentral im Bundesstaat Colorado im südlichen Westen des Chaffee County. Östlich, am Fuße des Berges, liegt das vom Oberlauf des Arkansas River in südlicher Richtung durchflossene Flusstal mit der Kleinstadt Salida. Vom Mount Shavano führt ein Bergkamm nach Nordwesten zum benachbarten Gipfel Tabeguache Peak (4315 m). Unterhalb des Nordosthangs liegt der kleine Bergsee Shavano Lake. Etwa 10 km weiter westlich verläuft die kontinentale Wasserscheide. Die größeren Höhenlagen des Berges liegen innerhalb des San Isabel National Forest.